# Spjälkad infinitiv
Spjälkad infinitiv eller kluven infinitiv är en grammatisk konstruktion där ett eller flera ord skjuts in mellan en infinitiv och dess infinitivmärke. I engelsk grammatik är konstruktionen mycket omdiskuterad. I många andra germanska språk är konstruktionen tillåten, för att inte säga påbjuden. Detta gäller exempelvis i svenska, som i föregående mening. I språk som saknar infinitivmärke, som latin, kan däremot självklart inte infinitiven spjälkas.

## I engelska
Bruket av spjälkad infinitiv uppfattas av många engelskspråkiga som ett språkfel. Svenska "att inte säga" översätts därför bäst "not to say", liksom "att aldrig spjälka en infinitiv" blir "never to split an infinitive".
Det första kända belägget på att ett pronomen spjälkar en infinitiv i engelska hittas i poeten Layamons dikt Brut från tidigt 1200-tal: 
and he cleopede him to; alle his wise cnihtes.
for to him reade; at sochere neode.